# Cheiracanthium margaritae
Cheiracanthium margaritae là một loài nhện trong họ Miturgidae.
Loài này thuộc chi Cheiracanthium. Cheiracanthium margaritae được miêu tả năm 1985 bởi Sterghiu.